# L’Abergement-Sainte-Colombe
L’Abergement-Sainte-Colombe – miejscowość i gmina we Francji, w regionie Burgundia-Franche-Comté, w departamencie Saona i Loara.
Według danych na rok 1990 gminę zamieszkiwało 876 osób, a gęstość zaludnienia wynosiła 45 osób/km² (wśród 2044 gmin Burgundii L’Abergement-Sainte-Colombe plasuje się na 268. miejscu pod względem liczby ludności, natomiast pod względem powierzchni na miejscu 462.).